# 泰山峭腹蛛
泰山峭腹蛛（学名：Tmarus taishanensis）为蟹蛛科峭腹蛛属的动物。在中国大陆，分布于山东等地，多见于草丛以及稻田。该物种的模式产地在山东泰山。